# ソルド

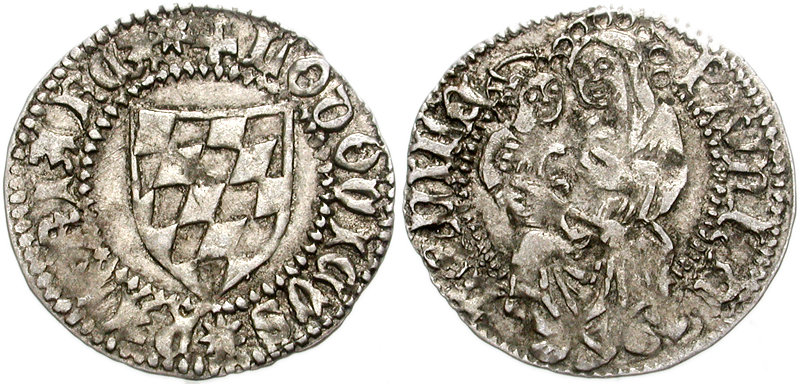
テック公ルイ（1412-1420）の治世中に発行されたアクイレイア大司教領のソルド銀貨

ソルド（イタリア語：Soldo）は、中世イタリアの硬貨である。12世紀後半にミラノで初めて神聖ローマ皇帝ハインリヒ6世によって発行された。 名前は、ローマ時代後期のソリドゥス金貨を由来とする。
発行後すぐにジェノバ、ボローニャ、および他の多くの都市で造られイタリアで広く普及した。 ヴェネツィア共和国では、第52代ドージェフランチェスコ・ダンドロ（在位期間：1329年 - 1339年）の統治時代に鋳造され、ヴェネツィア共和国が滅亡した1797年からオーストリア占領下の1862年まで使用された。14世紀のフィレンツェでは、銀貨として発行され12ドゥニエ、1/20リラと等価であったが、急速に品位が低下し合金貨となり、17世紀には銅貨がほとんどとなった。
そして19世紀にオーストリアのクローネンターレル銀貨がヴェネツィアとミラノで発行され、6リラと等価となるとリラが主要な通貨基準となり、ソルドは名称だけの存在となった。